# アルチョーム駅
アルチョーム駅 (アルチョームえき、ロシア語:станция Артём) は、ロシア沿海地方アルチョームにある、ロシア鉄道の駅。シベリア鉄道ナホトカ支線上の駅で、遠距離列車やエレクトリーチカ（近郊列車）・アエロエクスプレスの全列車が停車する。

## 歴史
- 1958年 - 「シャフトルスカヤ駅」（ロシア語：Шахтёрская）として開業。
- 1966年 - 鉄道の電化完了[2]。
- 2000年 - 駅名を「アエロポルト駅」（ロシア語：Аэропорт）に改名。
- 2012年
  - 7月以前 - APEC2012に伴って[3]新築した新駅舎の併用を開始[4]。
  - 7月 - 駅名を「アルチョーム駅」に改名[5]。また、アエロエクスプレス運行開始し、停車駅となる。

## 駅構造
相対式ホーム2面2線を有する地上駅。駅舎は1番線ホームと隣接しており、2番線ホームへは跨線橋を経由する。

### のりば
| ホーム | 列車                                 | 行先                                                                       | 備考 |
| ------ | ------------------------------------ | -------------------------------------------------------------------------- | ---- |
| 1      | 114列車                              | パルチザンスク・ナホトカ・チハオケアンスカヤ方面                           |      |
| 1      | アエロエクスプレス                   | クネヴィッチ行き                                                           |      |
| 1      | エレクトリーチカ（近郊列車）         | パルチザンスク・ナホトカ・チハオケアンスカヤ・ムィス・アスタフィエヴァ方面 |      |
| 2      | アエロエクスプレス・エレクトリーチカ | ウゴリナヤ・フタラヤ・レーチカ・ウラジオストク方面                         |      |
| 2      | 113列車                              | ウスリースク・ルジノ・ハバロフスクI方面                                    |      |

## 駅周辺
- フルンゼ通り
- 33番高校（Школа №33）
- 16番高校（Школа №16）
- モルスキム・アヴィアトラム記念館（Мемориальный комплекс "Морским авиаторам"）

## 隣の駅
ロシア鉄道
ナホトカ支線
113列車・114列車
ウスリースク駅（シベリア鉄道直通） - アルチョーム駅 - スモリャニノヴォ駅
アエロエクスプレス
ウゴリナヤ駅 - アルチョーム駅 - クネヴィッチ駅
エレクトリーチカ（各駅停車）
ウグロヴァヤ駅 - アルチョーム駅 - アルチョーム1駅